# Araucnephioides
Araucnephioides là một chi ruồi đen ở Chile. Chỉ có 1 loài được biết đến.

## Các loài
- A. schlingeri Wygodzinsky & Coscarón, 1973

## Literature Cited
1. ↑  
Peter H. Adler & Roger W. Crosskey (2009). "World Blackflies (Diptera: Simuliidae): A Comprehensive Revision of the Taxonomic và Geographical Inventory" (bằng tiếng Anh). tr. 109. {{Chú thích tạp chí}}: Chú thích magazine cần |magazine= (trợ giúp)